# San Diego de los Baños
San Diego de los Baños est une agglomération urbaine située à Los Palacios, dans la province de Pinar del Río, à Cuba.

## Géographie
San Diego de los Baños se trouve à l'est de la province de Pinar del Río. Elle est située à 22 km au nord-est de Los Palacios, dans la région de la Vuelta Abajo.
Elle se trouve près de l'extrémité ouest et au pied de la Sierra de Rosarios, sur le versant sud de cette chaîne de montagnes. Le parc national de La Güira (en espagnol Parque nacional La Güira) se trouve au nord de San Diego de los Baños.